# Projecció (psicologia)
La projecció és un fenomen en el qual una persona atribueix a una altra les idees, carències, qualitats o sentiments propis. En la filosofia psicoanalítica es considera com un mecanisme de defensa inconscient pel qual el subjecte atribueix a altres persones les pròpies virtuts o defectes, fins i tot les seves carències, i que així procuraria una certa tranquil·litat mental.

## La filosofia psicoanalítica
La teoria piscoanalítica ha formulat la hipòtesi que una persona que tingui impulsos o pensaments inacceptables que li causin un conflicte emocional i ansietat, es defèn «inconscientment» en projectar aquests continguts inacceptable en altri. Així posaria aquests continguts amenaçadors fora del conscient. Parlem de projecció positiva quan algú atribueix a una altra persona qualitats o pensaments positius, el que seria un component habitual, fins i tot necessari quan hom s'enamora.
Encara que el terme va ser encunyat per Sigmund Freud a partir de 1895 per referir-se a un mecanisme que hauria observat en les personalitats paranoides o en subjectes directament paranoics, les diverses escoles psicoanalítiques han generalitzat més tard el concepte per designar una defensa primària. Com a tal, es trobaria present en totes les estructures psíquiques (en la psicosi, la neurosi i la perversió). Per tant, de manera atenuada, apareix també en certes formes de pensament normals de la vida quotidiana.
Amb freqüència s'utilitza també el terme com a sinònim d'un altre concepte psicoanalític, el de transferència. Encara que estan relacionats, no signifiquen exactament el mateix, sent la projecció un concepte més ampli: la transferència és una forma particular de la projecció, en la qual els desitjos inconscients corresponents a una situació relacional del passat es reactiven i es projecten a una nova relació del presents, com podria ser el cas de la transferència cap al psicoterapeuta.
Els límits entre el subjecte i l'objecte no estan marcats amb claredat ni taxativament. Amb freqüència, en la vida quotidiana, o en l'artística, fragments sencers de la vida subjectiva, són posats fora, la qual cosa constituiria una forma de projecció. En aquest sentit parlava el ginebrí Henri-Frédéric Amiel quan descriu que el paisatge és «un estat de l'ànima» (Diari íntim).
El recurs retòric poètic de la «personificació» constitueix també un veritable procés projectiu que s'executa fora de la psicopatologia. El poeta no diu «jo estic trist», sinó «aquest arbre plora la / tristesa dels meus amors perduts». El propi, és posat fora. No és la pròpia por el que espanta, sinó «la foscor de la nit perillosa que / aguaita des del carrer». No és l'onatge del mar el que produeix estrèpit, sinó, en una personificació, és «qui brama com jo per l'abandó al fet que ella em va sotmetre». El verb és una adjudicació de la personalització projectiva, i l'adverbi «com» introdueix un mecanisme retòric que es denomina «comparació».
L'anterior exemplifica que la dicotomia subjecte-objecte no delimita les coses de manera clara. L'extern i l'intern es barregen de manera inextricable, amb independència de la voluntat.
En l'àmbit de la psicopatologia, el deliri és la postura fora d'alguna cosa interna. L'assumpte sembla abstrús, però el mecanisme consisteix justament en què el perillós —que està endins— és posat en l'exterior, com a persecució amenaçadora o que causa horror.

## Enfocament psicològic
Per a l'humà, els pensaments, desitjos, hàbits, actituds, sentiments duradors o momentanis, ideals o esperances, així com les aptituds configuren un món que li és propi. D'aquesta manera, el «món» podria ser una configuració que projectem contínuament.
Segons aquest autor, el món intern tendeix a tenyir l'extern amb la seva pròpia configuració. Un exemple de la vida quotidiana podria ser el que es denomina «deformació professional». El comerciant per antonomàsia veu el seu món com a coses que poden comprar-se o vendre's. L'economista viu projectant els esquemes de visió de la seva ciència, i així tot és «béns», «intercanvi», «producció», «consum», «cost», «benefici». Alguna cosa anàloga esdevé amb qualsevol professió.
Aquesta «realitat psíquica» seria la base de sustentament dels tests projectius. No tots veuen el mateix en l'amorf o no significant, com per exemple en les taques de colors del Test de Rorschach. El món intern amb la seva estructura o Gestalt conforma de manera molt especial el que es veu, i una mateixa situació «objectiva» és percebuda de diferent manera pels diferents subjectes que a ella s'enfronten. La categorització de respostes, posterior a la recerca, dona motiu a les interpretacions psicodiagnòstiques.
La «transferència», com a concepte psicoanalític fonamental, és un component de la vida social, no solament un fenomen de consultori que ocorre en la relació entre l'analista i el seu pacient. Es projecta en caps d'oficina o persones amb poder, com la figura del pare. I l'amor o odi, que aquest genera, és traslladat a una figura que en tals ordres hagués de ser innòcua. D'aquesta manera, l'amor o el desdeny que una persona pot trobar en els altres, no és necessàriament un atribut de l'altre, sinó propi. L'intern es posa fora.
El procés de transferència per a un enfocament investigador va ser viscut per Josef Breuer amb gran confusió en els primers trams històrics del que més tard seria la psicoanàlisi. Breuer, amb qui Freud va treballar en els inicis de les seves recerques sobre la histèria, no sabia què fer quan les pacients histèriques es tiraven als seus braços. Allí no era, és clar, Breuer, sinó una figura paterna, l'objecte estimat. Freud enfrontarà aquestes qüestions amb una tranquil·litat de la qual el seu col·lega no va poder disposar. I arribarà posteriorment al concepte de «neurosi de transferència», i a fer de la transferència mateixa, l'instrument d'anàlisi del passat oblidat o reprimit pel subjecte.
La psicopatologia científica va abondonar els conceptes d'histeria i de neurosi des de l'edició 1994 del «Manual diagnòstic i estadístic dels trastorns mentals» (Diagnostic and Statistical Manual of Mental Disorders, DSM), per una manca total de definició clara i unívoca.

## El cas Schreber
Les teories freudians sobre «el cas Schreber» van ser el sustentament de l'anàlisi dels mecanismes projectius. No solament per a la paranoia, sinó per a tota la simptomatologia pertinent en general. Freud van construir la seva teoria sense mai trobar-se amb Schreber. Només va fer servir els escrits autobiogràfics d'una única persona –Schreber–, emprada com a prova anecdòtica d'una teoria universal, un enfocament problemàtic al qual manca rigor científica. Aquestes explicacions tenen un cert interés històric, però des de final del segle xx són desautoritzades.
A les seves Denkwürdikeiten eines Nervenkranken («Records d'un malalt de nervis») Schreber descriu com estima un altre home. Això, segons Freud, l'exposa a pulsions libidinoses que, si hagués sucombit a la temptació, en aquesta època llunyana, l'haurien sotmés al càstig social del seu entorn, per una banda, i al castigador «internalizat» en el superjó, per una altra. Apel·lant a un altre mecanisme de defensa, el d'inversió, la persona intenta ocultar aquest amor darrere l'emoció contrària, l'odi. Però, a causa que el que s'instal·la és una emoció també inacceptable o injustificada, la projecta fora. I llavors arriba a la conclusió que el que realment, encara que de manera il·lusòria, l'odia, és l'altre. En tant executant de tot aquest procés inconscient, el jo s'hauria de sentir perseguit pel personatge estimat amb pulsions «perilloses» d'origen homosexual. Freud hi fa molts salts conceptuals en un text confús. Confón feminí i receptiu amb passiu, «confusió paternalista entre feminitat i passivitat en una falsa equació entre el femení en un home i l'impuls homosexual passiu com si fos provat».

### Variants de la definició segons les escoles
En la psicoanàlisi clàssica freudiana s'entén per projecció el mecanisme de defensa en el qual impulsos, sentiments i desitjos propis s'atribueixen a un altre objecte (persona, fenomen o cosa externa). Apareix primerencament en l'obra de Freud, per primera vegada en un treball publicat en 1896 (i un any abans en una carta al seu amic Wilhelm Fliess) Noves puntualitzacions sobre les psiconeurosis de defensa, en un començament com a defensa associada a la paranoia:
| «               | Bei Paranoia wird der Vorwurf auf einem Wege, den man als Projektion bezeichnen kann, verdrängt, indem das Abwehrsymptom des Misstrauens gegen andere errichtet wird; dabei wird dem Vorwurfe die Anerkennung entzogen, und wie zur Vergeltung fehlt es dann an einem Schutze gegen die in den Wahnideen wiederkehrenden Vorwürfe. | En la paranoia, el retret és reprimit d'una manera que es pot anomenar projecció, en la qual s'erigeix el símptoma defensiu de la desconfiança dels altres; d'aquesta manera el retreu queda retirat del reconeixement, i llavors, com si fos una represàlia, no hi ha protecció contra els retrets que es repeteixen en les idees delirants. | » |
| — Sigmund Freud | | |   |

### Psicologia analítica
Per a la psicologia analítica de Carl Gustav Jung la projecció consisteix en una atribució d'arquetips allotjats en la pròpia psique a persones o a objectes fora del jo. En aquesta escola es descriu, per exemple:
- La projecció de l'arquetip de la mare en la mare personal o en altres dones, en el context del complex matern, que pot transformar-se en l'origen d'una varietat de trastorns psíquics.[14]

- La projecció de l'ombra —és a dir, d'aquella part del psiquisme constituïda per característiques, desitjos o experiències reprimides, sobretot aquelles que entren en conflicte amb les normes socials o que li causen vergonya a qui les projecta— sobre altres persones, amb la finalitat de distanciar-se d'ella. Es tracta aquí d'un mecanisme de defensa per expulsar fora les parts negatives de la personalitat pròpia.

### La identificació projectiva a l'escola de Melanie Klein
A partir de la projecció, Melanie Klein va descriure en 1946 un nou concepte, la «identificació projectiva». Aquesta modalitat de la projecció, que va més enllà del mecanisme descrit per Freud, sorgeix en el context de les seves recerques sobre els mecanismes de defensa del jo en la infància primerenca, on Klein ho relaciona amb el sadisme infantil. Es tracta d'un mecanisme inconscient de defensa que fa que parts del si mateix s'escindeixin i desprenguin per ser projectades sobre una altra persona introduint-les en l'objecte, amb la finalitat de prendre possessió d'ell i causar-li dany. La identificació projectiva constituiria, en paraules de Klein, «el prototip de la relació d'objecte agressiva».
Aquest concepte va ser desenvolupat després per Otto F. Kernberg en el context de les seves aportacions a la discussió sobre la personalitat limítrofa (borderline).